# Старый соболь
«Старый соболь» — клеймо, которое ставилось на металлических изделиях, производимых в России в XVIII—XIX веках. На клейме обычно изображался бегущий зверёк — соболь, и ставилось слово Сибирь.

## История
Клеймо придумал основатель династии Демидовых Никита Демидович Демидов (Антюфеев). В начале XVIII века он с подачи Петра I перебрался из Тулы, где был известным оружейником, в Невьянск. В Невьянске был построен первый демидовский железоделательный завод, затем за несколько лет число предприятий, которыми владели Демидовы, выросло до полусотни.
Существует версия о возникновении названия клейма «старый соболь» в советские годы путём расшифровывания аббревиатуры «СС», в то время как в источниках, датированных ранее начала XX века, такого наименования не найдено. Более привычной расшифровкой двойной «С» на дореволюционных клеймах было «статский советник».
Рудное дело для России было достаточно новым, а соболями она славилась на протяжении многих веков, и водился этот зверёк исключительно в тайге, в Сибири. Поэтому знак в виде Соболя настраивал на ассоциативный ряд — Россия, Сибирь — и было понятно, где сделано железо. Географическое название Урал появилось гораздо позже этого времени. Мех соболя был дорогим, долгое время в России он использовался в качестве денежной меры. Железный чугунок стоил ровно столько, сколько в него входило шкурок соболей. Некоторые историки проводят аналогию между свойствами уральского железа и мехом соболя. Уральское железо получали из высокогорной руды, которая содержала примесь меди. В результате железо получалось «мягким», отличалось хорошей ковкостью. Мех соболя тоже ценился за мягкость.

## Использование клейма
Знак в виде Соболя использовали не только на демидовских, но и на многих других заводах: М. П. Губина, П. Яковлева, И. Лунгина, К. И. Козицкой, А. Дурасовой. 6 (17) апреля 1722 года Пётр I издал указ «О пробе железа, о клеймении оного и о не продаже без клейма». Выполняя этот указ, управляющие горно-заводскими округами создали целую систему клеймения, которая состояла из букв и цифр, но Соболю места в этой системе не нашлось. Поскольку знак к тому времени уже был узнаваемым, его продолжали использовать на некоторых заводах вплоть до 1917 года.
Кроме Соболя при клеймении железа использовали также изображение цапли (на Сысертских заводах) и медведя (на Иргинском заводе Пермской губернии, на Северном и Сысертских заводах Ф. С. Турчаниновой). На казённых заводах в качестве клейма использовали также российский герб. Железо, приготовленное из чугуна, выплавленного из высокогорской руды, с клеймом «Старый соболь» считалось одним из лучших и пользовалось большим спросом в Западной Европе и США. Каталог уральских клейм составлен Н. С. Корепановым и Е. Ю. Рукосуевым.
В 2011 году торговый знак «Старый Соболь» зарегистрировала компания ОАО «ПРОМКО» (свидетельство № 442637). Под этим знаком компания продвигает продукцию собственного производства (металлоконструкции, шары стальные мелющие).